# Darkstalkers
Darkstalkers, conhecido como Vampire (ヴァンパイア, Vanpaia) no Japão e na Ásia, é uma série de jogos eletrônicos de luta produzido pela Capcom.
Além dos videogames, a franquia de mídia Darkstalkers também inclui uma minissérie de anime, uma série televisiva de desenhos animados estadunidense, uma série de quadrinhos canadense e muitos livros de vários tipos e outras mídias lançadas apenas no Japão. Alguns personagens individuais (geralmente os mascotes da série Morrigan e Felicia) apareceram nos jogos posteriores da Capcom, bem como em alguns jogos cruzados lançados por outras empresas.

## Jogos

### Vampire / Darkstalkers: The Night Warriors (1994)
O primeiro título da série. Possui dez personagens selecionáveis (Demitri Maximoff, Morrigan Aensland, Jon Talbain, Victor von Gerdenheim, Zabel/Lord Raptor, Anakaris, Felicia, Bishamon, Aulbath/Rikuo e Sasquatch) mais dois chefes não-selecionáveis (Phobos/Huitzil e Pyron). O jogo possui características de Street Fighter, mesclado com algumas novas técnicas, como Air Blocking (bloqueios aéreos), Crouch Walking (andar agachado) e Chain Combos (combos em sequencia). Assim como acontece em Super Street Fighter II: Turbo, foi incluido uma barra de Super Combo (aqui chamado de Super Moves), porém divida em três níveis.
Em termos de história, o primeiro título da série, é bem simples: Pyron, o senhor supremo e poderoso do fogo, decide fazer um torneio para ver qual dos monstros é digno de se tornar o rei da noite. Porém, cada um dos personagens lutam por causas distintas. Foi lançado para o console Playstation.

### Vampire Hunter / Night Warriors: Darkstalkers' Revenge (1995)
Na história do jogo, Pyron retorna para adicionar a Terra na sua coleção de mundos. Os monstros mais poderosos do mundo se inscrevem no torneio e, ironicamente, são a última linha de defesa da humanidade. Entretanto, se inscrevem no torneio três caçadores de darkstalkers, Donovan Baine e Lei Lei/Hsien-Ko acompanhada de sua irmã Lin Lin/Mei Ling, que participa das lutas transformada em um fu-in, uma espécie de pedaço de pergaminho sagrado que fica fixado em seu chapéu.
A mudança mais marcante em seu sistema de jogo é a adição das "Hunter Chains", que envolve a combinação de uma série de ataques básicos, desde o ataque fraco ao forte, fazendo com que o jogabilidade se torne bem mais dinâmica que o seu predecessor. Ele também é utilizado na série crossover de jogos da Capcom envolvendo os personagens da editora Marvel. Outras mudanças a se citar em seu sistema de jogo, são os "recovery rolls", que permitem o personagem deslizar para trás ou para frente, antes de se levantar do chão e os ataques ao oponente caído. Também foi introduzido dois tipos de Super Moves: os Es Specials, versões mais poderosas dos golpes especiais e os Specials EX. Ambos requerem uma barra especial completa para a execução. O jogador ainda pode escolher entre o modo "Normal" e o de Auto-Blocking, ou seja, defesa automática.
O som, em comparação ao jogo anterior foi melhorado. As músicas dos estágios foram remixadas e melhoradas, merecendo destaque as de Zabel/Lord Raptor e Victor von Gerdenheim.
O jogo Vampire Hunter/Night Warrior's: Darkstalkers Revenge saiu para o videogame Sega Saturn.

### Vampire Savior / Darkstalkers 3: Lord of Vampire (1997)
Comparado com os outros jogos da série, Vampire Savior/Darkstalkers 3 é o que possui a história mais elaborada. O jogo ocorre anós após o segundo jogo da série, numa época de caos no Makai. Jedah, um dos nobres mais elevados do Makai voltou após uma morte prematura que ocorreu anos atrás. vendo o estado que se encontra o demon world, decide que a única maneira de acabar com o caos seria recriando o mundo. Para isso, ele cria o Majigen, um mundo separado dentro do próprio Makai, para onde ele irá sugar todas as almas e fundir cada uma, e uma espécie de útero, de onde vai sair seu novo deus. Com isso, ele recriaria o Makai a sua própria imagem e semelhança, com o mundo humano posteriormente.
As primeiras mudanças notáveis são a ausência de Donovan Baine, Huitzil e Pyron e a entrada de quatro novos personagens, Lilith, Q-Bee, Jedah e Bulleta/B. B. Hood. Quanto ao sistema de jogo, foi bruscamente mudado, baseando-se no Damage Gauge System, onde as batalhas acontecem num período de um round para cada lutador onde seus marcadores de vida vão diminuindo, até ser esvaziada completamente. Esse siatem é similar ao do jogo Killer Instinct. O jogo também introduz uma nova habilidade, o Dark Force, onde o personagem ganha habilidades especiais por um tempo limitado.
O jogo saiu para Sega Saturn e Playstation, com o nome de Vampire Savior/Darkstalkers 3: Jedah's Damnation, pois reunia elementos do Vampire Savior/Darkstalkers 3 dos arcades com outros dois jogos da série, que são edições especiais, Vampire Hunter 2 e Vampire Savior 2, lançados apenas no Japão. Nas versões caseiras há a possibilidade de jogar com novos personagens como Oboro Bishamon, Dark Gallon/Dark J. Talbain, Marionette e Shadow e também jogar como Lin Lin/Mei Ling.

### Edições Especiais

#### Vampire Hunter 2 / Vampire Savior 2 (1997, apenas no Japão)
Vampire Hunter 2 e Vampire Savior 2 são duas versões de Vampire Savior/Darkstalkers 3 que foram lançadas apenas no Japão. As diferenças principais em relação ao jogo original são os personagens. Em Vampire Hunter 2 Donovan Baine, Phobos/Huitzil e Pyron reaparecem e as músicas são baseadas nas do jogo Vampire Hunter/Night Warriors. Em Vampire Savior 2, Donovan Baine, Phobos/Huitzil e Pyron retornam, mas Gallon/Jon Talbain, Sasquatch e Aulbath/Rikuo saíram. Nas versões caseiras de Vampire Savior/Darkstalkers 3, que une característica dos dois arcades, possui todos os dezoito personagens.

#### Vampire Chronicle for Matching Service (2000, apenas no Japão)
Jogo produzido para Sega Dreamcast, lançado apenas no Japão. Todos os dezoito personagens estão inclusos, e ainda se tem a opção de escolher com qual versão de cada um você quer jogar, Vampire/Darkstalkers, Vampire Hunter/Night Warriors, Vampire Savior, Vampire Hunter 2 ou Vampire Savior 2, assim como suas jogabilidades. Como o título sugere, é possível jogá-lo em rede, usando a conexão de 56k do Sega Dreamcast.

#### Darkstalkers Chronicle: The Chaos Tower (2005)
É a mesma versão lançada para o Sega Dreamcast, agora no PSP, como uma jogabilidade extra, chamada "Tower", que parece uma combinação de sorte entre The King of Fighter's XI, no modo torneio e Street Fighter Zero 3, no modo World Tour.

#### Vampire: Darkstalkers Collection (2005, apenas no Japão)
Lançado para PlayStation 2. Uma compilação de todos os cinco jogos de Darkstalkers do arcade com segredo dos "Arranged Versions" de cada jogo. Neste jogo nos é apresentado um novo personagem para a saga, chamado Dee.

## Personagens

### Vampire / Darkstalkers
- Morrigan Aensland (Súcubo);
- Demitri Maximoff (Vampiro. Acredita-se que foi baseado no Conde Drácula, inicialmente planejado como protagonista, perdeu o posto para Morrigan, devido a popularidade desta);
- Gallon / Jon Talbain (Lobisomem);
- Felicia (Mulher-gato);
- Anakaris (múmia);
- Victor von Gerdenheim (baseado no monstro do Dr. Frankenstein);
- Aulbath / Rikuo (Tritão: meio-homem, meio-peixe);
- Bishamon (Fantasma de um samurai que habita uma armadura amaldiçoada);
- Sasquatch (Pé-grande);
- Zabel Zarock/Lord Raptor (Zumbi/Ghoul);
- Phobos / Huitzil (robô);
- Pyron (Alienígena do elemento fogo).

### Vampire Hunter / Night Warriors
- Donovan Baine (Dhampir e caçador de Darkstalkers. Ele é o Vampire Hunter do título japonês);
- Anita (Humana com poderes paranormais, não selecionável e "filha adotiva" de Donovan);
- Lei Lei / Hsien-Ko (Jiang-Shi - criatura mais conhecida no ocidente como Vampiro Chinês ou Cadáver Saltitante - e caçadora de Darkstalkers)
- Lin Lin / Mei Ling (Jiang-Shi, não selecionável e irmã de Hsien-Ko, tomando a forma de um fu-in [selo] nas lutas).

### Vampire Savior / Darkstalkers 3
- Lilith (Súcubo);
- Bulleta / B. B. Hood (Humana serial killer, versão maligna da Chapeuzinho Vermelho);
- Jedah Domah; o messias negro, com grandes similaridades com a personificação da morte. Seu visual é evidentemente baseado no personagem de mangá Devilman);
- Q-Bee (Abelha, baseado no monstro "Soul Bee").